# Pathé Thuis
Pathé Thuis is een transactional video on demand (TVOD) streamingdienst in Nederland voor het huren (48 uur) en kopen van een (bioscoop)film. In tegenstelling tot VOD-diensten zoals Netflix en Videoland is dit een dienst zonder abonnement.

## Geschiedenis
Pathé Thuis is op 5 december 2011 gestart als initiatief en onderdeel van bioscoopketen Pathé Nederland.
De streamingdienst is opgezet vanwege de opkomst van de smart-tv en de groeiende behoefte om online films te kijken. Op veel smart-tv's is Pathe Thuis al geïnstalleerd bij de aanschaf of kan de televisieapplicatie gekocht worden in de online winkel op het televisietoestel. Daarnaast kunnen de films ook op een gewone televisie worden bekeken met behulp van televisiekastje als een Chromecast, Apple TV of de kastjes van KPN en Ziggo. Tevens bestaat er een Pathé Thuis-app die op een smartphone of tablet kan worden geïnstalleerd.
In december 2014 is het bedrijf verzelfstandigd, maar werkt nog wel samen met Pathé Nederland. Het bedrijf heeft verschillende aandeelhouders waaronder het Franse moederbedrijf Les Cinémas Pathé Gaumont.
Begin januari 2022 werd bekend dat Pathé Thuis weer deel uit zal gaan maken van Pathé Theatres.

## Aanbod
Pathé Thuis biedt zowel recente als oudere bioscoopfilms en documentaires aan. Tijdens de coronacrisis faciliteerde het bedrijf ook een aantal thuispremières van films die niet in de bioscoop konden uitkomen omdat bioscopen hun deuren vaak moesten sluiten. Films die recent in de bioscoop verschijnen kunnen ook op deze streamingdienst worden bekeken tegen een hogere prijs, onder de noemer "Premium Films".
De kwaliteit van het aanbod is vergeleken met streamingdiensten als Netflix en Prime Video lager. Pathé Thuis biedt geen films aan in 4K-UHD, HDR of audio in Dolby- of DTS-standaarden. Het aanbod is veelal in stereo te beluisteren, echter zal het aantal films dat beschikbaar is in 5.1 surroundsound toenemen.
Het aanbod op Pathé Thuis is veelal voorzien van ondertiteling in het Nederlands. Bij deze vorm van ondertiteling kan de gebruiker zelf aan- en uitzetten, ook wel genoemd closed captions (CC).

## Onderscheidingen
In 2012 viel Pathé Thuis als nieuwe video on demand service in de prijzen bij de Dutch Interactive Awards. Pathé Thuis won de award in de categorie E-commerce.